# Marcols-les-Eaux
 Marcols-les-Eaux  es una población y comuna francesa, ubicada en la región de Ródano-Alpes, departamento de Ardèche, en el distrito de Privas y cantón de Saint-Pierreville.

## Demografía
| 601 | 454 | 353 | 325 | 300 | 301 | 311 |
| Para los censos de 1962 a 1999 la población legal corresponde a la población sin duplicidades (Fuente: INSEE [Consultar]) |     |     |     |     |     |     |